# Aurelio Iragorri Valencia
Aurelio Iragorri Valencia, né le 15 juillet 1966 à Popayán, est un avocat et homme politique colombien. Il a occupé les postes de Ministre de l'Intérieur (en) et de Ministre de l'Agriculture et du Développement rural sous la présidence de Juan Manuel Santos.

## Distinctions

### Décorations
- Grand-croix de l'Ordre du Mérité civil ( Espagne) (2015)